# Osei Tutu II.

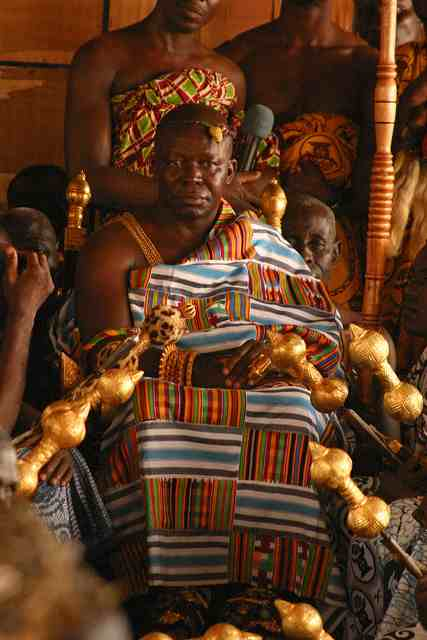
Otumfuo Osei Tutu II.

Otumfuo Osei Tutu II. (* 6. Mai 1950) ist der 16. Asantehene des Volkes der Aschanti in Ghana. 
Er bestieg den Goldenen Stuhl, das Symbol der Königswürde, am 26. April 1999. Durch seinen Namen stellt er sich in die direkte Nachfolge des Gründers des Königreichs der Aschanti, Otumfuo Osei Tutu I. Osei Tutu II. wurde am 6. Mai 1950 geboren und Barima Kwaku Dua genannt. Er ist das jüngste der fünf Kinder von Nana Afia Kobi Serwaa Ampem II., Asantehemaa (Königinmutter der Aschanti).
Er erhielt seine Ausbildung am Polytechnikum von Nord-London, heute London Metropolitan University. Diese Universität verlieh ihm am 11. Januar 2006 auch die Ehrendoktorwürde der Philosophie.
Einer seiner Neffen ist der ghanaisch-amerikanische Profi-Wrestler Prince Nana.